# Khālsā
Khālsā (ਖਾਲਸਾ, termine della lingua punjabi di origine persiana che significa “puro”), è il nome inizialmente dato, da Guru Gobind Singh, all'ordine cavalleresco dei sikh che creò nel 1699. Per estensione, il termine designa ciascuno dei componenti dell'ordine, ogni sikh (uomo o donna) che è stato battezzato o ha ricevuto l'amrita durante la cerimonia dell'Amrit Sanchar.

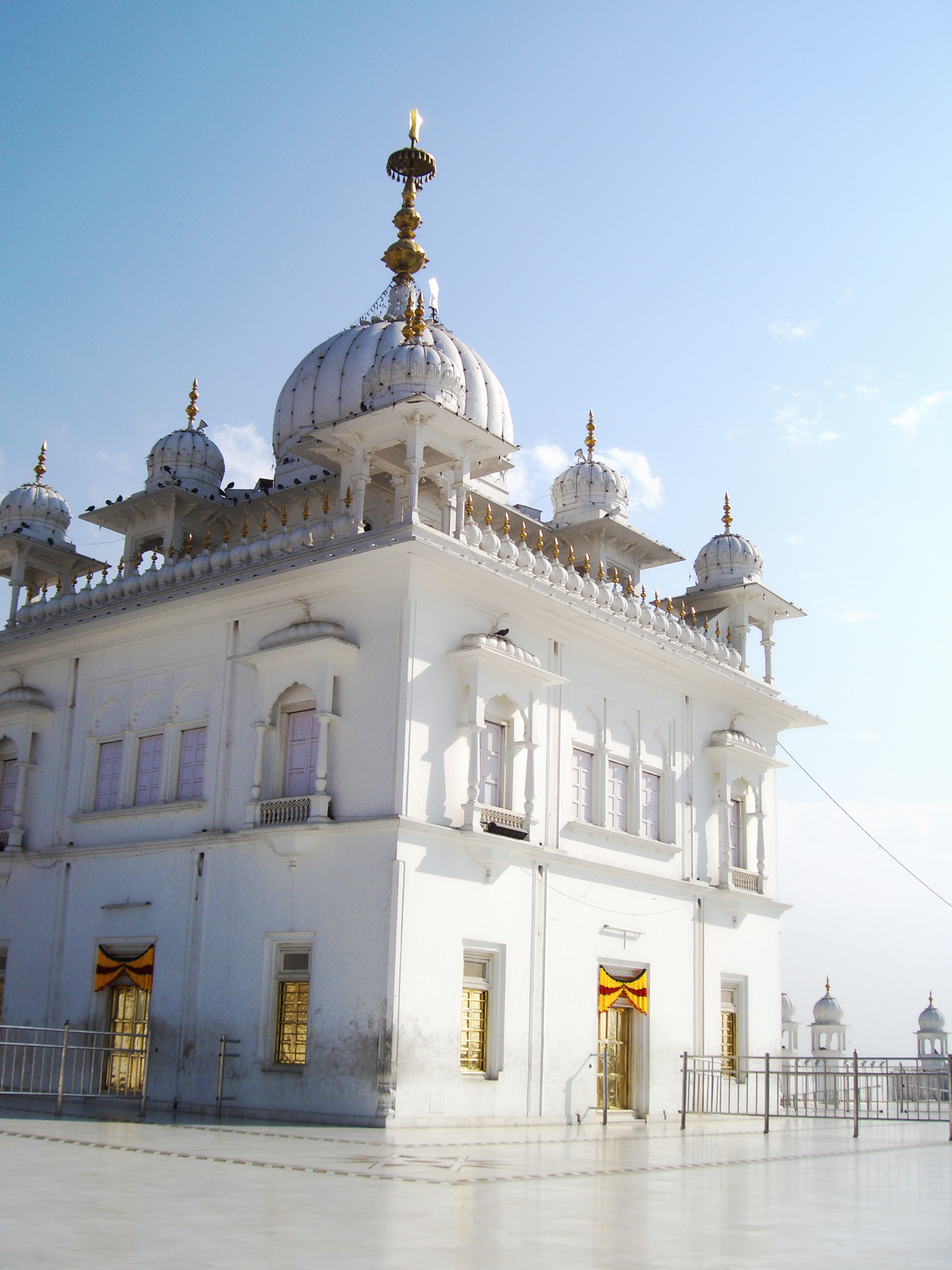
Gurudwara Keshgarh Sahib ad Anandpur Sahib, Punjab, luogo di fondazione del Khalsa

## Fondazione dell'ordine cavalleresco Khālsā
Nel 1699, in occasione della celebrazione del Baisakhi, la festa del raccolto di metà aprile, il Guru Gobind Singh chiese a tutti i suoi seguaci, i sikh, di unirsi a lui nella sua città di Anandpur Sahib nel Punjab, ai piedi del contrafforte himalayano. Fece issare la sua tenda e apparve ai suoi discepoli nella tenuta che indossava nelle sue battaglie contro l'armata dell'Impero Moghul di Aurangzeb e chiese ai suoi discepoli di donargli letteralmente le loro teste. I discepoli rimasero terrorizzati, ma cinque di essi accettano uno dopo l'altro, questo sacrificio e scomparvero nella tenda del guru prima di riapparire davanti alla congregazione. Questi sono i "Panj Piyare" (i "cinque amati") disse Guru Gobind Singh, che poi preparò l'amrita mescolando in una ciotola di ferro con una spada, acqua e una sostanza dolce (per richiamare la dolcezza dell'amore divino), mentre recitava cinque preghiere sikh (o Bani). Il guru poi battezzò pubblicamente i "cinque amati" con l'amrita ed essi lo battezzarono a loro volta. Questa fu la prima cerimonia dell'amrita, sacramento fondamentale di iniziazione che, da allora, accoglie ogni Sikh (uomo o donna), che lo vuole, nell'ordine del Khālsā.
In questa occasione, Guru Gobind Singh dichiarò di aver fondato il Khālsā, l'ordine dei puri, che avrebbe costituito la spina dorsale spirituale e militare della comunità sikh. I suoi membri avrebbero dovuto perseguire uno stato particolare di salute fisica e mentale, nonché un rigoroso codice etico e di condotta, il Rehat Maryada. Questo codice comprende la prescrizione di portare sempre i simboli dei Cinque K.
Questo episodio fondamentale nella storia del sikhismo si celebra ogni anno da parte dei sikh di tutto il mondo, durante il primo giorno di Baisakhi (13 aprile).

## Singh e Baisakhi

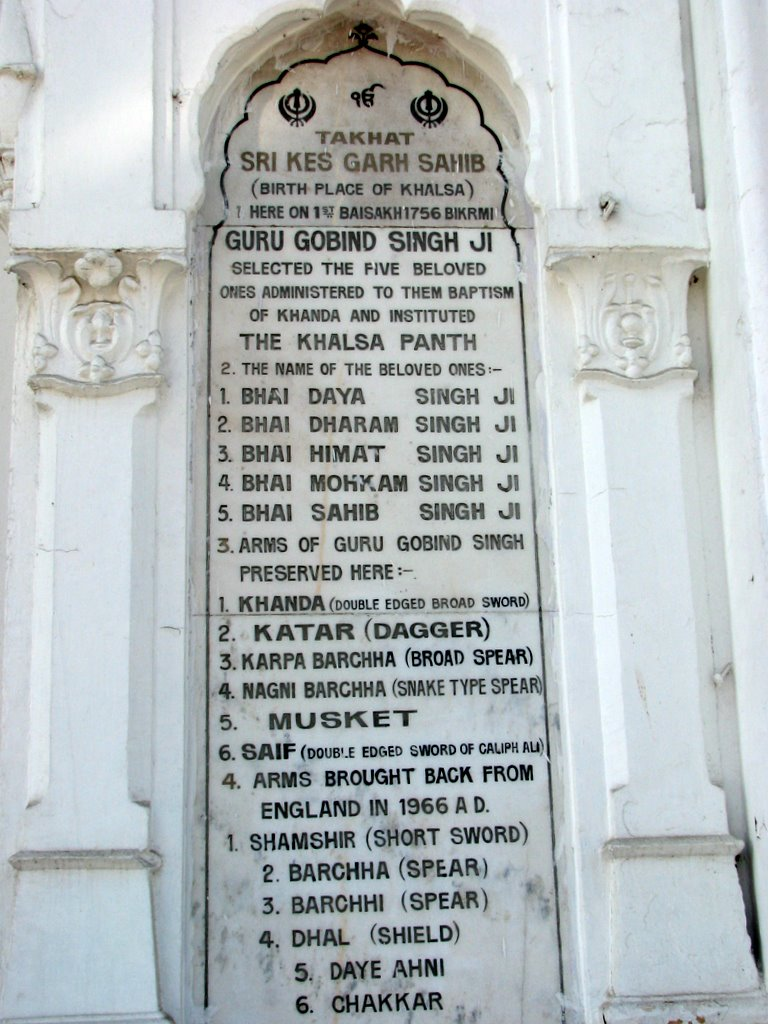
Lapide dove sono incisi i nomi dei cinque fondatori del Khālsā, a Takht nel palazzo Keshgarh Sahib, luogo di fondazione dell'ordine sikh.

Guru Gobind Singh chiese anche ai sikh di adottare lo stesso nome di famiglia. Il principio era che al di là della segregazione difficile e intrinseca tra caste in India, il Khālsā era un'unica famiglia dove i sikh si riconoscevano tutti uguali e con un destino comune. Guru Gobind Singh adottò così il nome della casta nobile Rajput (guerrieri del Rajasthan): Singh per gli uomini e Kaur per le donne.
Kaur significa “principessa” o “leonessa”, mentre Singh (dal sanscrito sinha) significa “leone” (come in Singapore, la città (pura) del leone (singa)). Pertanto, tutte le persone di nome Singh non sono necessariamente sikh: il nome è portato anche da molti indiani discendenti dai Rajput.